# Proletar
Mehrobod (tadż. Меҳробод, dawniej Proletarsk, Пролетарск) – osiedle typu miejskiego w Tadżykistanie (wilajet sogdyjski); 16 800 mieszkańców (2006). Ośrodek przemysłowy.